# Arquidiocese de Feira de Santana
A Arquidiocese de Feira de Santana (Archidiœcesis Fori S. Annae) é uma circunscrição eclesiástica da Igreja Católica no estado brasileiro da Bahia. Em seu território, cuja área é de 6 730 km², havia 39 paróquias e 1 014 450 habitantes em 2021, dos quais 94,5 % eram católicos.

## História
A diocese de Feira de Santana foi criada em 21 de julho de 1962 pela bula Novae Ecclesiae do Papa João XXIII com território desmembrado da arquidiocese de São Salvador da Bahia. Em 16 de janeiro de 2002 foi elevada a arquidiocese e em 2005 cedeu parte de seu território para a criação da diocese de Serrinha.

## Bispos e arcebispos
Ao longo de sua história, teve três bispos diocesanos e dois arcebispos metropolitanos.
|                     | Nome                                         | Período    | Notas                         |
| Arcebispos          | Arcebispos                                   | Arcebispos | Arcebispos                    |
| ------------------- | -------------------------------------------- | ---------- | ----------------------------- |
| 2º                  | Zanoni Demettino Castro                      | 2015-atual |                               |
| 1º                  | Itamar Navildo Vian, O.F.M.Cap.              | 2002-2015  |                               |
| Arcebispo coadjutor |                                              |            |                               |
|                     | Zanoni Demettino Castro                      | 2014-2015  |                               |
| Bispos              |                                              |            |                               |
| 3º                  | Itamar Navildo Vian, O.F.M.Cap.              | 1995-2002  | Elevado a arcebispo           |
| 2º                  | Silvério Jarbas Paulo de Albuquerque, O.F.M. | 1973-1995  |                               |
| 1º                  | Jackson Berenguer Prado                      | 1962-1971  | Nomeado bispo de Paulo Afonso |

## Paróquias
A arquidiocese possui 37 paróquias na região metropolitana e imediações, sendo que duas foranias têm paróquias exclusivamente no município de Feira de Santana. São elas:

### Forania 1
| Nome da paróquia                           | Bairro          | Município        |
| ------------------------------------------ | --------------- | ---------------- |
| Paróquia Catedral Senhora Santana          | Centro          | Feira de Santana |
| Paróquia Senhor dos Passos                 | Centro          | Feira de Santana |
| Paróquia Santo Antônio                     | Capuchinhos     | Feira de Santana |
| Paróquia Senhor do Bonfim                  | Jardim Cruzeiro | Feira de Santana |
| Paróquia Nossa Senhora de Fátima           | Caseb           | Feira de Santana |
| Paróquia Nossa Senhora do Perpétuo Socorro | Tomba           | Feira de Santana |
| Paróquia Cristo Redentor                   | Jomafa          | Feira de Santana |
| Paróquia Imaculada Conceição               | Conceição I     | Feira de Santana |
| Paróquia Santa Clara                       | Panorama        | Feira de Santana |

### Forania 2
| Nome da paróquia                   | Bairro                     | Município        |
| ---------------------------------- | -------------------------- | ---------------- |
| Paróquia Nossa Senhora das Graças  | Cidade Nova                | Feira de Santana |
| Paróquia Todos os Santos           | Queimadinha                | Feira de Santana |
| Paróquia São José Operário         | Campo Limpo                | Feira de Santana |
| Paróquia Santíssima Trindade       | Feira X                    | Feira de Santana |
| Paróquia São Francisco de Assis    | Gabriela                   | Feira de Santana |
| Paróquia Nossa Senhora Aparecida   | Feira IX                   | Feira de Santana |
| Paróquia São José das Itapororocas | Distrito de Maria Quitéria | Feira de Santana |
| Paróquia São João Paulo II         | Conjunto João Paulo II     | Feira de Santana |

### Forania 3
| Nome da paróquia                       | Distrito ou município       |
| -------------------------------------- | --------------------------- |
| Paróquia Santo Estevão                 | Santo Estêvão               |
| Paróquia Nossa Senhora do Resgate      | Antônio Cardoso             |
| Paróquia Nossa Senhora do Bom Conselho | Serra Preta                 |
| Paróquia Nossa Senhora da Conceição    | Anguera                     |
| Paróquia Nossa Senhora de Lourdes      | Ipecaetá                    |
| Paróquia Nossa Senhora do Carmo        | Distrito de Jaguara         |
| Paróquia Senhor do Bonfim              | Distrito de Bonfim de Feira |
| Paróquia Nossa Senhora dos Remédios    | Distrito de Ipuaçu          |

### Forania 4
| Nome da paróquia                    | Distrito ou município  |
| ----------------------------------- | ---------------------- |
| Paróquia São Gonçalo do Amarante    | São Gonçalo dos Campos |
| Paróquia da Imaculada Conceição     | Conceição da Feira     |
| Paróquia Nossa Senhora da Conceição | Conceição do Jacuípe   |
| Paróquia Nossa Senhora da Lapa      | Amélia Rodrigues       |
| Paróquia Nossa Senhora dos Humildes | Humildes               |
| Paróquia Sagrado Coração de Jesus   | Pedrão                 |
| Paróquia Sagrado Coração de Maria   | Coração de Maria       |

### Forania 5
| Nome da paróquia                       | Distrito ou município |
| -------------------------------------- | --------------------- |
| Paróquia Nossa Senhora da Purificação  | Irará                 |
| Paróquia de Nossa Senhora da Conceição | Ouriçangas            |
| Paróquia Santa Bárbara                 | Santa Bárbara         |
| Paróquia Santo Antônio                 | Tanquinho             |
| Paróquia Senhor do Bonfim              | Candeal               |
| Paróquia São João Batista              | Água Fria             |